# Avenida Almirante Reis
Die Avenida Almirante Reis ist eine Hauptverkehrsstraße im Zentrum der portugiesischen Hauptstadt Lissabon. Sie ist neben der Avenida da Liberdade die zweite Magistrale im Stadtzentrum und führt in Verlängerung der Rua da Palma von der Praça Martim Moniz in nördlicher Richtung zur Praça Francisco Sá Carneiro. Dabei durchquert sie die Stadtgemeinden Anjos und Areeiro.

## Geschichte
Die Straße liegt in der Talsenke zwischen Pena und der Graça. Sie wurde planmäßig als nördliche Verlängerung der Rua da Palma zur Umgehungsstraße Estrada da Circunvalação angelegt. Nach dem Bau erhielt sie zunächst den Namen Avenida dos Anjos und wurde später zu Ehren von Königin Amélia in Avenida Dona Amélia umbenannt. Im Zuge der Neubenennungen der Straßen mit Bezug auf die portugiesische Königsfamilie nach Ausrufung der Republik erhielt sie am 13. Oktober 1910 den Namen des Flottenadmirals Carlos Cândido dos Reis (1852–1910), der sich am Vorabend der Revolution im vermeintlichen Glauben des Scheiterns des Umsturzes das Leben genommen hatte. Der Name nimmt Bezug auf die Geschichte der Straße als Schauplatz republikanischer Treffen und Demonstrationen in den Jahren 1908 bis 1910.

## Beschreibung
Die Bebauung der Straße ist geprägt von Wohn- und Geschäftshäusern in Blockbebauung. Die Straßenkontext wird unterbrochen durch die Praça do Chile und die Alameda Dom Afonso Henriques. Verkehrlich ist sie durch die Linha Verde der Metro Lissabon erschlossen, die zwischen den Bahnhöfen Martim Moniz und Areeiro dem Straßenverlauf folgt.